# Jules de Joly
Jules de Joly (* 24. November 1788 in Montpellier; † 8. Februar 1865 ebenda) war ein französischer Architekt, der die wesentlichen Umbauten des Palais Bourbon, die bis heute erhalten geblieben sind, vorgenommen hat.

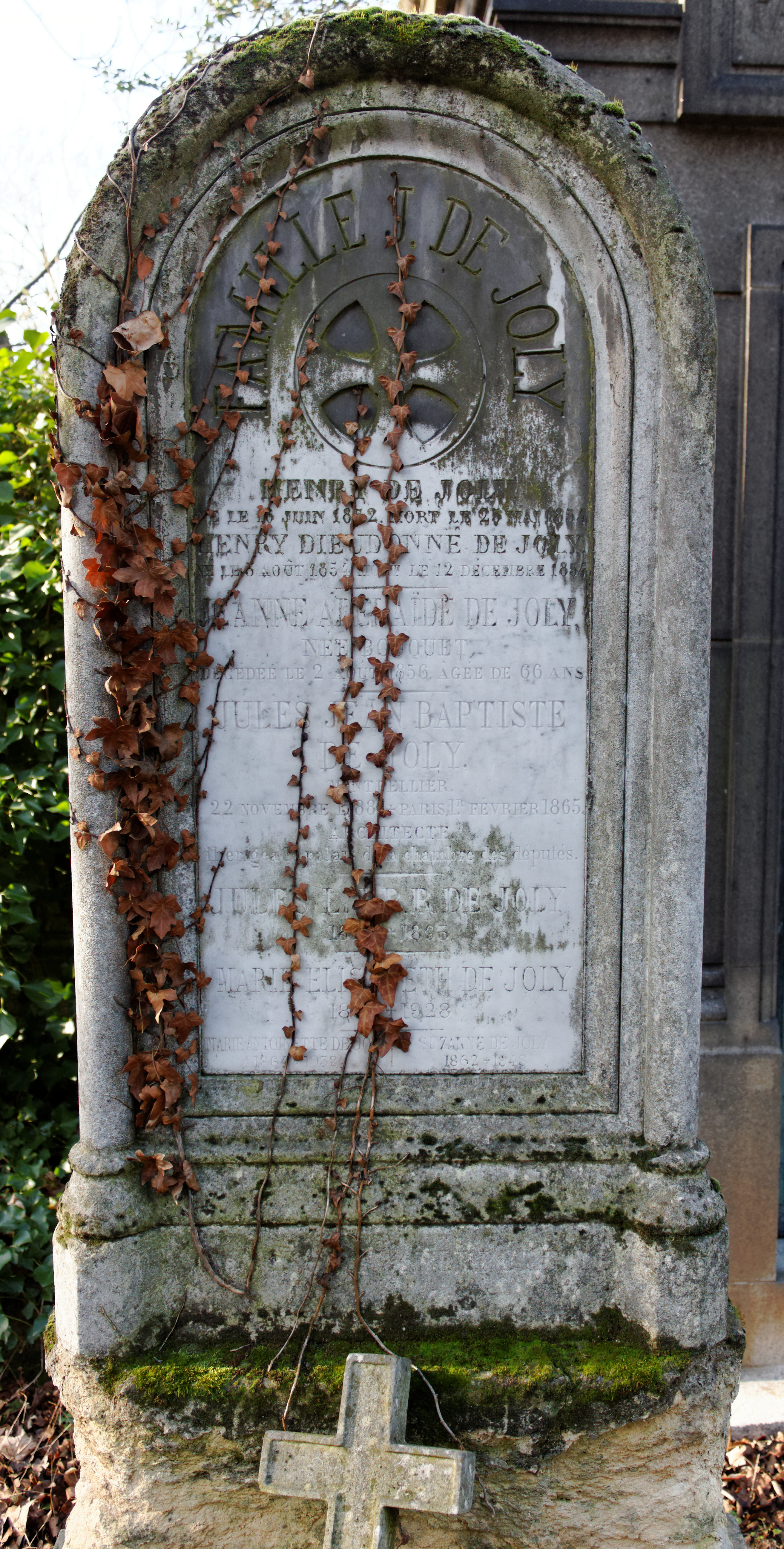
Grabstein für Jules de Joly auf dem Friedhof Père-Lachaise in Paris

## Leben
Jules de Joly besuchte ab 1808 die École des Beaux-Arts in Paris und wurde Schüler von Delespine. Im Jahr 1815 erhielt er den Prix départemental für seine Entwürfe. Im gleichen Jahr wurde er Architekt der französischen Nationalversammlung. Ab 1828 baute er den Plenarsaal und den Wohntrakt des Präsidenten um, wie er bis heute erhalten ist. 1860 errichtete er unter dem Duc de Morny (Président du Corps Législatif) im Palais Bourbon die Galerie des Tapisseries.
Neben seiner offiziellen Funktion als Architekt der französischen Nationalversammlung baute er 1826 das Hôtel Bony (32, rue de Trévise im 9. Arrondissement von Paris) für den Spekulanten René Bony. Ebenso baute er das Wohnhaus in der 4, rue d’Aboukir im 2. Arrondissement von Paris.

## Paris: 4, rue d’Aboukir

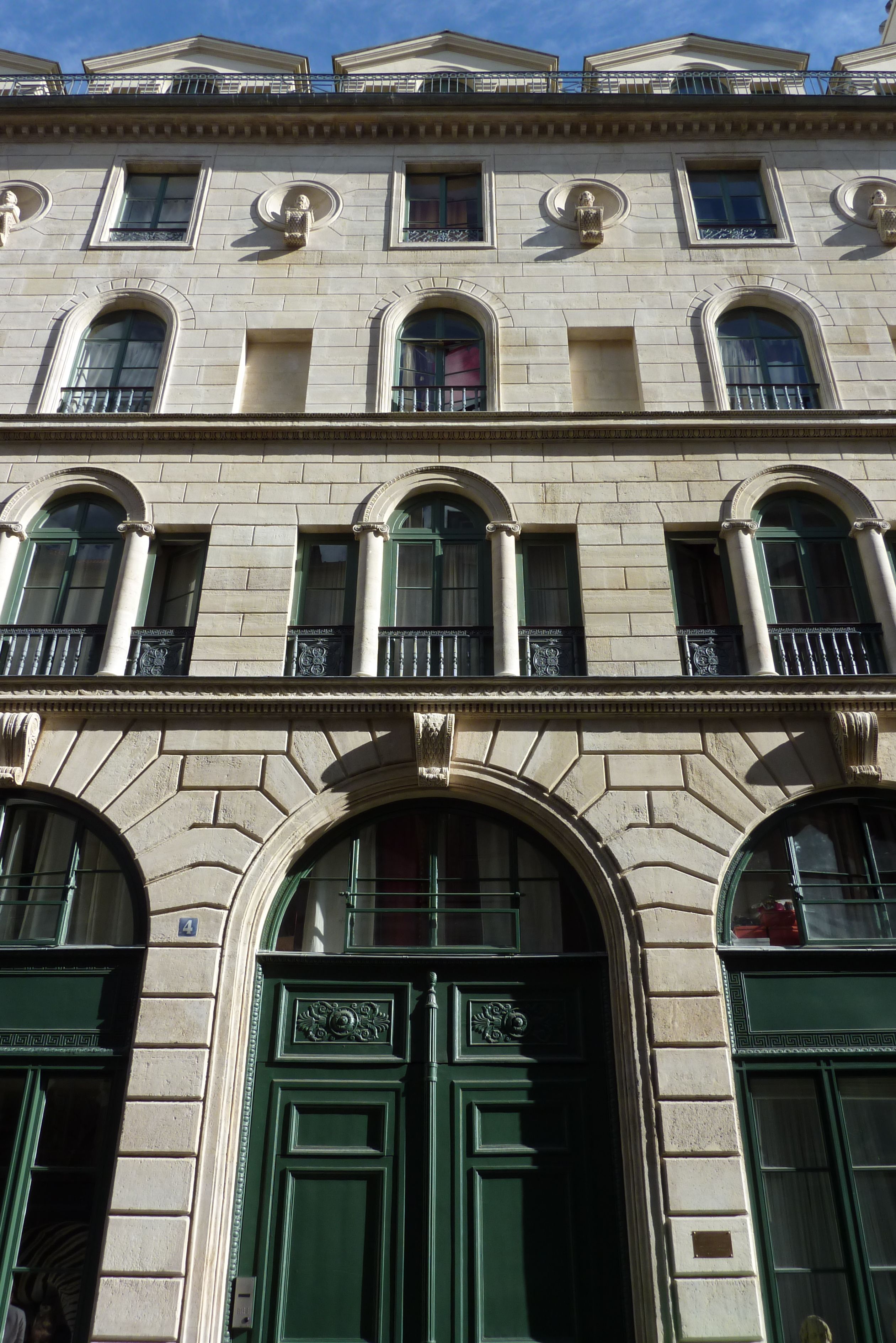
Rue d’Aboukir Nr. 4 in Paris

Das im Stil eines italienischen Palastes errichtete Gebäude wurde in den 1820er Jahren fertiggestellt. Das Erdgeschoss weist große Rundbogenfenster auf, die das darüberliegende Zwischengeschoss miteinschließen. Die erste Etage besitzt dreigeteilte Fenster, wobei der mittlere Teil mit einem Rundbogen abschließt, der auf zwei Säulen ruht. Auf der zweiten Etage folgen Rundbogen- und auf der dritten Etage Rechteckfenster. Auf der letzten Etage befinden sich auf Konsolen stehende antikisierende Büsten. Das Dach wird von Fenstern, über denen sich Dreiecksgiebel als Schmuck befinden, betont.
Die Fassade des Hauses wurde am 13. April 1928 als Monument historique eingetragen und im Jahr 2008 renoviert.

## Werke
- Jules de Joly: Plans, coupes, élévations et détails de la restauration de la Chambre des députés, Paris 1840